# مونکور
مونکور (به فرانسوی: Moncourt) یک کمون در فرانسه است که در Canton of Vic-sur-Seille واقع شده‌است.

## خصوصیات
مونکور ۶٫۷۴ کیلومترمربع مساحت و ۷۴ نفر جمعیت دارد و ۲۲۵ متر بالاتر از سطح دریا واقع شده‌است.